# Posłaniec Niedzielny
Posłaniec Niedzielny dla diecezji wrocławskiej, zarazem organ związku św. Rodziny – polskie czasopismo religijne (tygodnik) adresowane do polskich wiernych z diecezji wrocławskiej wydawane w latach 1905–1939.
Pismo o wymiarach 23,5 x 33 liczyło tygodniowo dwanaście stron i wychodziło nakładem drukarni i wydawnictwa „Śląskiej Gazety Ludowej” we Wrocławiu przy ul. Kazimierza Wielkiego (wówczas Hummerei 39/40). Od 1926 dodawano do pisma czterostronnicową ilustrowaną wkładkę zatytułowaną „Świat katolicki. Kronika ilustrowana z życia kościelnego. Dodatek tygodniowy Posłańca Niedzielnego dla archidiecezji wrocławskiej”.
Pismo przez cały okres swojego istnienia zmagało się z wrogością władz niemieckich. Ojciec Roch Szajca (redaktor naczelny) był m.in. przymuszany do złożenia redakcji, jednak utrzymał się dzięki wstawiennictwu biskupa wrocławskiego, który (poprzez kurię) sprawował pieczę nad czasopismem i dobierał jego redaktorów, którymi byli kolejno:
- ks. dr Augustyn  Arndt S.J. (1905–1918),
- ks. Skiba z Białobrzezia (1918),
- ks. prałat Maśliński (1919),
- ks. dr Teofil Bromboszcz (1919–1920),
- o. werbista Roch Szajca (1920–1939)[1].